# Essa Moça Tá Diferente
Essa Moça Tá Diferente é uma canção de 1970 composta e gravada por Chico Buarque e lançado no álbum Chico Buarque de Hollanda - Nº4 (1970). Em 1988, a canção se tornou um hit depois de aparece em um campanha publicitária da marca de refrigerantes Schweppes.

## 1988: popularidade na França
Em 1988, a música apareceu em um anuncio da marca de refrigerantes Schweppes, o comercial (que é estilizando como fosse uma gravação em preto e branco dos anos 60 amateur gravada por uma câmera analógica) mostra um grupo de jovens cariocas dançando com a música na praia da Copacabana no Rio de Janeiro, em Brasil.
O comercial se tornou popular, com o grupo de comédia francês Les inconnus parodiado o comercial em 1991, e fazendo a canção se tornar um hit de sucesso internacional. atingindo a posição numero 10 nas paradas francesas e vendendo mais de 100 mil copias na França apenas.

## Desempenho nas tabelas musicais
| Paradas (1988) | Peak position |
| -------------- | ------------- |
| França (SNEP)  | 10            |

### Anuais
| Chart (1988)  | Position |
| ------------- | -------- |
| França (SNEP) | 85       |

## Versiones
Em 2004, a cantora Roberta Sá fez um cover da música no álbum "Sambas e Bossas". Em 2016, a cantora francesa Pauline Croze fez uma regravação da faixa no álbum "Bossa nova".